# Parlamentswahl im Libanon 2022
Die Parlamentswahl im Libanon 2022 war die 22. Wahl zur Nationalversammlung im Libanon. Sie fand am 15. Mai 2022 in einem Wahlgang statt.
Das Koalitionsbündnis um die islamistische Hisbollah und die freie patriotische Bewegung (FPM) des vorherigen Staatspräsidenten Michel Aoun verlor die Regierungsmehrheit. Die islamistische Hisbollah verlor mit ihren Verbündeten zwar die Parlamentsmehrheit, zählt aber weiterhin zu den stärksten Kräften. Die Libanesischen Kräfte (FL), eine rechte christliche Partei, gehören zu den Wahlsiegern und sehen sich als Gegenpol zur Hisbollah. Die FL führte den Wahlkampf – ähnlich wie andere gegen die Hisbollah gerichtete Parteien – mit dem Diskurs um einen souveränen libanesischen Staat an. Dies zielt vor allem darauf ab, dass die Milizen und Waffen der Hisbollah verboten werden und das libanesische Militär das Gewaltmonopol innehalten soll. 
Dies ist seit über zwei Jahrzehnten ein sehr kontroverses Thema in der libanesischen Gesellschaft, da die Hisbollah von Teilen der Bevölkerung einen starken Rückhalt auch über die schiitische Bevölkerung hinaus genießt. Dies hängt damit zusammen, dass die Hisbollah als Widerstandskraft (seit 1983) und wiederholter Beschützer des libanesischen Territoriums (in den Kriegen 2000 und 2006) angesehen wird. 
Mit diesem Diskurs konnte die FL und die ebenfalls rechte christliche Partei Kata’ib Stimmen der christlichen FPM gewinnen. Deutlicher Wahlverlierer war zudem die sunnitische Zukunftsbewegung des ehemaligen Ministerpräsidenten Saad Hariri. Dieser zog seine Kandidatur und Unterstützung von konfessionsübergreifenden Wahllisten zurück. Einzelne Parteivertreter traten auf Wahllisten dennoch an, verloren jedoch absolut betrachtet die meisten Sitze aller Parteien. 
13 der 128 Parlamentssitze gingen an unabhängige Kandidaten.